# Liste der Monuments historiques in Tilleux
Die Liste der Monuments historiques in Tilleux führt die Monuments historiques in der französischen Gemeinde Tilleux auf.

## Liste der Objekte
| Bezeichnung       | Beschreibung                        | Standort                      | Kennzeichnung | Schutzstatus | Datum | Bild |
| ----------------- | ----------------------------------- | ----------------------------- | ------------- | ------------ | ----- | ---- |
| Sakramentsschrank | Stein, Holz, Eisen, 15. Jahrhundert | in der Kirche St-Epvre (Lage) | PM88000933    | Classé       | 1908  |      |